# Lokal lönebildning
Lokal lönebildning innebär att förändringar av arbetstagares löners storlek och fördelning bestäms i den aktuella lokala organisationen (till exempel i ett företag eller i en kommun), istället för genom central lönebildning.